# Media Blasters
Media Blasters est une entreprise située à New York qui fait la traduction et la distribution d'anime et de séries télévisées.

## Œuvres sélective
- Berserk
- Knight Hunters
- Rurouni Kenshin

## Entreprises associés (distribution)
- NuTech Digital
- Kitty Media (Hentai et films pornographiques)[2],[3]
- Harsh Digs (anime & films gay)
- Shriek Show / Fresh Meat (films d'horreur)[3]
- Tokyo Shock (films & shows asiatique)[3]